# Vuelta a Andalucía 2006
La Vuelta a Andalucía 2006, cinquantaduesima edizione della corsa valevole come prova del circuito UCI Europe Tour 2006 categoria 2.1, si svolse in 5 tappe dal 12 al 16 febbraio 2006 per un percorso totale di 827,4 km, con partenza da Antequera ed arrivo a Siviglia. Fu vinta dallo spagnolo Carlos García Quesada del team Unibet.com, che si impose in 20 ore 8 minuti e 23 secondi, alla media di 41,08 km/h.
Al traguardo di Siviglia 84 ciclisti conclusero la vuelta.

## Tappe
| Tappa  | Data        | Percorso                   | km    | Vincitore di tappa    | Leader cl. generale   |
| ------ | ----------- | -------------------------- | ----- | --------------------- | --------------------- |
| 1ª     | 12 febbraio | Antequera > Villa de Otura | 161,4 | Adolfo García Quesada | Adolfo García Quesada |
| 2ª     | 13 febbraio | La Guardia de Jaén > Jaén  | 157,2 | Manuel Lloret         | Carlos García Quesada |
| 3ª     | 14 febbraio | Cabra > Cordova            | 174,1 | Alessandro Petacchi   | Carlos García Quesada |
| 4ª     | 15 febbraio | Écija > Ronda              | 162,1 | Alessandro Petacchi   | Carlos García Quesada |
| 5ª     | 16 febbraio | Olvera > Siviglia          | 172,6 | Tom Boonen            | Carlos García Quesada |
| Totale | Totale      | Totale                     | 827,4 |                       |                       |

## Squadre e corridori partecipanti
| N.    | Cod. | Squadra               |
| ----- | ---- | --------------------- |
| 1-7   | APV  | Andalucía-Paul Versan |
| 11-17 | MRM  | Team Milram           |
| 21-27 | QSI  | Quick Step-Innergetic |
| 31-37 | RAB  | Rabobank              |
| 41-47 | UNI  | Unibet.com            |
| 51-57 | TMO  | T-Mobile Team         |
| 61-67 | AGR  | Agritubel             |

| N.      | Cod. | Squadra              |
| ------- | ---- | -------------------- |
| 71-77   | DSC  | Discovery Channel    |
| 81-87   | SDV  | Saunier Duval-Prodir |
| 91-97   | ECV  | Comunidad Valenciana |
| 101-107 | KAI  | Kaiku                |
| 111-117 | REG  | Relax-GAM            |
| 121-127 | EUS  | Euskaltel-Euskadi    |
| 131-137 | MOL  | 3 Molinos Resort     |

## Dettagli delle tappe

### 1ª tappa
- 12 febbraio: Antequera > Villa de Otura – 161,4 km

Risultati
| Pos. | Corridore             | Squadra    | Tempo    |
| ---- | --------------------- | ---------- | -------- |
| 1    | Adolfo García Quesada | Andalucía  | 4h24'16" |
| 2    | Carlos García Quesada | Unibet.com | s.t.     |
| 3    | Iñaki Isasi           | Euskaltel  | a 11"    |

| Pos. | Corridore             | Squadra    | Tempo    |
| ---- | --------------------- | ---------- | -------- |
| 1    | Adolfo García Quesada | Andalucía  | 4h24'16" |
| 2    | Carlos García Quesada | Unibet.com | s.t.     |
| 3    | Rodrigo García Rena   | Kaiku      | s.t.     |

### 2ª tappa
- 13 febbraio: La Guardia de Jaén > Jaén – 157,2 km

Risultati
| Pos. | Corridore       | Squadra        | Tempo    |
| ---- | --------------- | -------------- | -------- |
| 1    | Manuel Lloret   | Comunidad Val. | 3h48'19" |
| 2    | Santos González | 3 Molinos      | a 4"     |
| 3    | Manuel Calvente | Agritubel      | a 1'28"  |

| Pos. | Corridore             | Squadra    | Tempo    |
| ---- | --------------------- | ---------- | -------- |
| 1    | Carlos García Quesada | Unibet.com | 8h18'04" |
| 2    | Rodrigo García Rena   | Kaiku      | s.t.     |
| 3    | Adolfo García Quesada | Andalucía  | s.t.     |

### 3ª tappa
- 14 febbraio: Cabra > Cordova – 174,1 km

Risultati
| Pos. | Corridore           | Squadra    | Tempo    |
| ---- | ------------------- | ---------- | -------- |
| 1    | Alessandro Petacchi | Milram     | 3h52'58" |
| 2    | Tom Boonen          | Quick Step | s.t.     |
| 3    | Óscar Freire        | Rabobank   | s.t.     |

| Pos. | Corridore             | Squadra    | Tempo     |
| ---- | --------------------- | ---------- | --------- |
| 1    | Carlos García Quesada | Unibet.com | 12h11'02" |
| 2    | Rodrigo García Rena   | Kaiku      | s.t.      |
| 3    | Adolfo García Quesada | Andalucía  | a 7"      |

### 4ª tappa
- 15 febbraio: Écija > Ronda – 162,1 km

Risultati
| Pos. | Corridore           | Squadra    | Tempo    |
| ---- | ------------------- | ---------- | -------- |
| 1    | Alessandro Petacchi | Milram     | 4h07'11" |
| 2    | Tom Boonen          | Quick Step | s.t.     |
| 3    | Graeme Brown        | Rabobank   | s.t.     |

| Pos. | Corridore             | Squadra    | Tempo     |
| ---- | --------------------- | ---------- | --------- |
| 1    | Carlos García Quesada | Unibet.com | 16h18'13" |
| 2    | Rodrigo García Rena   | Kaiku      | s.t.      |
| 3    | Adolfo García Quesada | Andalucía  | a 7"      |

### 5ª tappa
- 16 febbraio: Olvera > Siviglia – 172,6 km

Risultati
| Pos. | Corridore           | Squadra    | Tempo    |
| ---- | ------------------- | ---------- | -------- |
| 1    | Tom Boonen          | Quick Step | 3h50'10" |
| 2    | Alessandro Petacchi | Milram     | s.t.     |
| 3    | Roger Hammond       | Discovery  | s.t.     |

| Pos. | Corridore             | Squadra    | Tempo     |
| ---- | --------------------- | ---------- | --------- |
| 1    | Carlos García Quesada | Unibet.com | 20h08'23" |
| 2    | Rodrigo García Rena   | Kaiku      | s.t.      |
| 3    | Adolfo García Quesada | Andalucía  | a 7"      |

## Evoluzione delle classifiche
| Tappa              | Vincitore             | Classifica generale   | Classifica scalatori  | Classifica a punti    | Classifica traguardi volanti | Classifica combinata  | Classifica spagnoli   | Classifica a squadre |
| ------------------ | --------------------- | --------------------- | --------------------- | --------------------- | ---------------------------- | --------------------- | --------------------- | -------------------- |
| 1ª                 | Carlos García Quesada | Adolfo García Quesada | Adolfo García Quesada | Adolfo García Quesada | Luis Pasamontes              | Adolfo García Quesada | Adolfo García Quesada | Unibet.com           |
| 2ª                 | Manuel Lloret         | Carlos García Quesada | Adolfo García Quesada | Manuel Lloret         | Luis Pasamontes              | Adolfo García Quesada | Carlos García Quesada | Unibet.com           |
| 3ª                 | Alessandro Petacchi   | Carlos García Quesada | Adolfo García Quesada | Carlos García Quesada | Pedro Luís Marichalar        | Adolfo García Quesada | Carlos García Quesada | Unibet.com           |
| 4ª                 | Alessandro Petacchi   | Carlos García Quesada | Adolfo García Quesada | Alessandro Petacchi   | Pedro Luís Marichalar        | Rodrigo García Rena   | Carlos García Quesada | Unibet.com           |
| 5ª                 | Tom Boonen            | Carlos García Quesada | Adolfo García Quesada | Alessandro Petacchi   | Pedro Luís Marichalar        | Rodrigo García Rena   | Carlos García Quesada | Unibet.com           |
| Classifiche finali | Classifiche finali    | Carlos García Quesada | Adolfo García Quesada | Alessandro Petacchi   | Pedro Luís Marichalar        | Rodrigo García Rena   | Carlos García Quesada | Unibet.com           |

## Classifiche finali

### Classifica generale
| Pos. | Corridore             | Squadra        | Tempo     |
| ---- | --------------------- | -------------- | --------- |
| 1    | Carlos García Quesada | Unibet.com     | 20h08'23" |
| 2    | Rodrigo García Rena   | Kaiku          | s.t.      |
| 3    | Adolfo García Quesada | Andalucía      | a 7"      |
| 4    | Iñaki Isasi           | Euskaltel      | a 15"     |
| 5    | Luis Pasamontes       | Unibet.com     | a 18"     |
| 6    | José Adrián Bonilla   | Comunidad Val. | s.t.      |
| 7    | Oliver Zaugg          | Saunier Duval  | s.t.      |
| 8    | Manuel Lloret         | Comunidad Val. | a 26'19"  |
| 9    | Manuel Calvente       | Agritubel      | a 27'31"  |
| 10   | Manuel Beltrán        | Discovery      | a 27'35"  |

### Classifica a punti
| Pos. | Corridore             | Squadra     | Punti |
| ---- | --------------------- | ----------- | ----- |
| 1    | Alessandro Petacchi   | Team Milram | 73    |
| 2    | Tom Boonen            | Quick Step  | 65    |
| 3    | Carlos García Quesada | Unibet.com  | 52    |
| 4    | Graeme Brown          | Rabobank    | 52    |
| 5    | Iñaki Isasi           | Euskaltel   | 42    |

### Classifica scalatori
| Pos. | Corridore             | Squadra    | Punti |
| ---- | --------------------- | ---------- | ----- |
| 1    | Adolfo García Quesada | Andalucía  | 17    |
| 2    | Luis Pasamontes       | Unibet.com | 16    |
| 3    | Juan Olmo Menacho     | Andalucía  | 6     |
| 4    | Rodrigo García Rena   | Kaiku      | 6     |
| 5    | Jesús del Nero        | 3 Molinos  | 5     |

### Classifica traguardi volanti
| Pos. | Corridore             | Squadra    | Tempo |
| ---- | --------------------- | ---------- | ----- |
| 1    | Pedro Luis Marichalar | Andalucía  | 11    |
| 2    | Luis Pasamontes       | Unibet.com | 8     |
| 3    | Erik Dekker           | Rabobank   | 5     |
| 4    | Leif Hoste            | Discovery  | 5     |
| 5    | Iñaki Isasi           | Euskaltel  | 5     |

### Classifica a squadre
| Pos. | Squadra               | Tempo     |
| ---- | --------------------- | --------- |
| 1    | Unibet.com            | 60h52'50" |
| 2    | Comunidad Valenciana  | a 28'24"  |
| 3    | Euskaltel-Euskadi     | a 31'32"  |
| 4    | Andalucía-Paul Versan | a 35'11"  |
| 5    | Saunier Duval-Prodir  | a 35'35"  |